# غلين آدامز
غلين آدامز (بالإنجليزية: Glenn Adams)‏ هو لاعب كرة قاعدة أمريكي، ولد في 4 أكتوبر 1947 في نورثبريدج في الولايات المتحدة.

## وصلات خارجية
- غلين آدامز على موقعبيزبول رفرنس.كوم (الدوري الرئيسي) (الإنجليزية)
- غلين آدامز على موقعبيزبول رفرنس.كوم (الدوري الثانوي) (الإنجليزية)
- غلين آدامز على موقع مشجعي الرسوم البيانية (الإنجليزية)